# Tatort: Blick in den Abgrund
Blick in den Abgrund ist ein Fernsehfilm aus der Kriminalreihe Tatort der ARD und des ORF. Der Film wurde vom SFB produziert und am 5. April 1998 erstmals ausgestrahlt. Es handelt sich um den neunten Fall des Ermittler-Duos Roiter und Zorowski und die 381. Tatort-Folge. Roiter und Zorowski müssen eine durch einen Psychopathen begangene Mordserie an jungen Frauen klären.

## Handlung
Die Prostituierte Babs Juskoweit verständigt die Polizei, weil ihre „Kollegin“, der Transvestit Martin „Monique“ Wasdrak, nach seiner Schicht spurlos verschwunden ist. Im Wohnwagen finden die Beamten Spuren, die auf ein Verbrechen hindeuten, sowie eine Kassette mit Opernmusik im Rekorder vor, obwohl der Verschwundene solche Musik nie hörte. Juskoweit sagt weiterhin aus, dass ein mittlerweile polizeibekannter Spanner namens Richard Höpke sich seit zwei Monaten um den Wohnwagen herumtrieb und masturbierte, während er den Prostituierten beim Liebesspiel zusah. Höpke saß zwei Jahre im Gefängnis, weil er einen Transvestiten vergewaltigt hat. Die Beamten sehen den Fall als gelöst, als das Labor vermeldet, dass die im Wohnwagen gefundenen Fingerabdrücke und Spermaspuren zu Höpke gehören. An seinem Arbeitsplatz auf einer Kohlehalde können die Beamten nach kurzer Verfolgungsjagd Höpke festnehmen, der auch prompt die Tat gesteht und angibt, aus einem Trieb heraus gehandelt zu haben. Roiter befragt Höpke eindringlich nach der Leiche, doch Höpke schweigt sich über deren Verbleib aus. In Höpkes Wohnung treffen Roiter und Zorowski ihren Vorgesetzten Huber und Dr. Maria Bubek an, diese ist forensische Psychiaterin und hat seinerzeit das Gutachten über Höpke verfasst, das zu seiner vorzeitigen Haftentlassung führte. Sie schließt Höpkes Täterschaft in diesem Fall aus, gegen den Willen der beiden Beamten weist Huber sie an, mit der attraktiven Psychiaterin zusammenzuarbeiten. Roiter findet in der Wohnung Höpkes Fotos einer Frauenleiche. 
Kurz darauf wird die Leiche Wasdraks aus dem Landwehrkanal geborgen, Roiter ist von Höpkes Täterschaft überzeugt, Höpke gesteht noch den weiteren Mord an der Frau auf dem Foto, Dr. Bubek macht stutzig, dass sein angebliches weiteres Opfer eine Frau und kein Transvestit gewesen sein soll. Roiter entschuldigt sich später bei Dr. Bubek für sein schroffes Verhalten ihr gegenüber, sie erzählt ihm, dass Höpke auf Mitleid und Aufmerksamkeit aus sei und alles gestehe, um diese zu bekommen. Sie glaubt, dass er zufällig den Mord mitbekommen und sich als Trittbrettfahrer an die Tat herangehängt habe. Am nächsten Morgen bekommt Roiter ein Paket mit Damenschuhen darin, er lässt diese vom Labor untersuchen und ist nunmehr der Überzeugung, dass der echte Täter frei herumläuft, da Höpke ihm das Paket aus der U-Haft nicht geschickt haben kann. Die Pflanzenspuren unter den Schuhsohlen stammen von seltenen Pflanzen, die in Berlin nur auf der Pfaueninsel  vorkommen. Dr. Bubek glaubt, dass der Täter eine Schnitzeljagd mit ihm veranstalten und dabei die Kontrolle behalten möchte. Auf der Pfaueninsel finden die Beamten schließlich die Leiche der toten jungen Frau von dem Foto, ihr wurde die Kehle durchgeschnitten und das Gesicht mit Säure verätzt. Auf der Tüte, mit der die Leiche verpackt ist, findet sich eine geheime Botschaft. Der Assistent von Roiter und Zorowski, Beckmann, findet heraus, dass die Buchstaben- und Zahlenkombination auf der Tüte wahrscheinlich auf eine Adresse in der Nähe vom Olivaer Platz hinweist. 
Roiter und Zorowski fahren dorthin und finden eine Wohnung ohne Namensschild vor. Von der Hausverwalterin erfahren sie, dass dort eine junge, attraktive Stewardess gewohnt hat. In ihrem Briefkasten finden sie das Diensthalstuch der jungen Frau, zudem bringen die Beamten in Erfahrung, dass die Frau seit zwei Tagen unentschuldigt bei ihrem Arbeitgeber fehlt. In der Wohnung der Frau finden sie Spuren eines Kampfes und überall Blutspuren. Aus der Pathologie erfährt Roiter, dass eine junge Stewardess dort eingeliefert wurde, die vermutlich durch einen Sturz ums Leben kam. Die Leichenfahrer Markus Engel und Norbert Zittnick sagen aus, dass sie von der Polizei zum Fundort der Leiche gerufen wurden. Während Engel sich eine Zeitung holte, habe Zittnick einen Polizisten in Uniform im Dunkeln von oben rufen hören, dass sie die Leiche abholen sollten, der Polizist müsste zu einem anderen Einsatz. Da der Tod offensichtlich ein Unfall gewesen sei, hätten sich die Kollegen nichts dabei gedacht, keine Polizei direkt am Fundort angetroffen zu haben. Dr. Bubek meint im Gespräch mit Roiter, dass der Unbekannte definitiv kein Polizist, sondern der Gesuchte war. Roiter stellt fest, dass die Taten in immer kürzeren Abständen erfolgen und immer brutaler werden, so dass er ihn schnell finden muss. Nach dem Polterabend von Beckmann fährt Roiter mit Dr. Bubek zu ihr nach Hause, unbemerkt werden die beiden von einem Unbekannten beobachtet.
Noch in der Nacht bringt der unbekannte Psychopath eine Prostituierte in seine Gewalt und ruft Roiter an. Er erzählt ihm von seiner bevorstehenden neuen Tat und macht Aussagen zum Mord an der Stewardess und den anderen drei Frauen, dann legt er auf, Roiter ist machtlos. Dr. Bubek ahnt, dass er für seinen letzten Mord bereits eine ganz bestimmte Frau im Visier hat und sie beobachtet. Am nächsten Morgen wird die Prostituierte auf dem Grunewaldturm gefunden. Während Roiter und Zorowski auf dem Weg zum Fundort sind, wird Dr. Bubek, die bei Roiter übernachtet hat, in dessen Wohnung vom Psychopathen in seine Gewalt gebracht. Bei der Frauenleiche findet Roiter ein Tonbandgerät, auf dem der Täter ihn mit verzerrter Stimme fragt, warum er eine so schöne Frau allein zu Hause ließe. Roiter und Zorowski eilen zu Roiters Wohnung und finden sie dort lebend gefesselt und geknebelt vor. Der Psychopath, den sie nicht erkennen konnte, malte mit ihrem Lippenstift, den er aus ihrem Haus entwendet hat, Markierungen auf ihren Körper. Eine Aussage des Psychopathen, die auch Höpke getätigt hatte, bringt Roiter darauf, dass er den Mörder kennen muss, Dr. Bubek weiß, dass sie beim Verhör unbedingt so tun müssen, als seien sie von seiner Täterschaft überzeugt. Roiter und Dr. Bubek halten Höpke seine angeblichen Taten vor und befragen ihn entsprechend. Sie führen ihn zum Wohnwagen, in dem Wasrack getötet wurde. 
Eine Aussage Höpkes bringt Dr. Bubek auf den Täter, sie hatte vor Jahren in einer Erziehungsberatung gearbeitet, dort kam eine überforderte Mutter mit ihrem damals 12-jährigen Sohn, der nach der Scheidung seiner Eltern seltsame Phantasien entwickelt hatte und Tiere quälte. Einem Kaninchen schnitt er damals den Kopf ab. Sie glaubt, dass dieser nun als junger Mann der Täter sei. Roiter wird klar, dass ein Kaninchen, das er in der Wohnung der Stewardess fand und mit zu sich nach Hause nahm, nicht dem Opfer gehörte, sondern vom Psychopathen für Roiter bzw. Dr. Bubek dort zurückgelassen wurde. Dr. Bubek sorgte dafür, dass der Junge gegen seinen Willen zu seinem Vater zurückkam, dieser missbrauchte ihn aber und der Junge kam ins Heim. In den Unterlagen, die sie aufbewahrt hat, erfahren die Beamten, dass es sich bei dem Jungen um den Leichenfahrer Markus Engel handelt, die Beamten eilen zu dessen Wohnung und lassen ihren Assistenten Beckmann bei Dr. Bubek zurück. Die Wohnung ist leer, es läuft eine Diaschau mit glücklichen Kindheitsfotos Engels mit seiner Mutter. In der Mutter erkennt Roiter die Hausverwalterin der Wohnung der Stewardess. Dr. Bubek ahnt derweil, dass die anderen Frauen nur ein Vorspiel waren und Engel für sie noch größere Qualen vorgesehen hat. Während Roiter die Mutter zur Fahndung ausgeschrieben hat und zum Haus von Dr. Bubek zurückeilt, verschafft sich Engel als Polizist verkleidet Zutritt zum Haus. Kurz darauf finden Roiter und Zorowski ihren Assistenten dort mit durchgeschnittener Kehle vor, Dr. Bubek und Engel sind verschwunden. Durch einen Anruf Engels erhält Roiter den Hinweis auf das Möbelhaus, in dem er kürzlich eine neue Küche bestellt hat, dort trifft er draußen auf Engels Mutter, drinnen hält Engel Dr. Bubek gefangen. Engels Mutter sagt aus, dass sie von ihrem Sohn, den sie jahrelang nicht gesehen hat, dorthin bestellt worden sei. Während Roiter und Zorowski auf das SEK warten, kommt Engel mit Dr. Bubek hinaus, er will sie vor den Augen seiner Mutter töten. Dr. Bubek versetzt ihm einen Schlag, so dass Roiter Engel erschießen kann, bevor dieser zusticht.

## Produktionsnotizen
Der Tatort Blick in den Abgrund ist eine Produktion der Saxonia Media im Auftrag des SFB für Das Erste. Der Arbeitstitel war Die Schützen.
Bei seiner Erstausstrahlung am 5. April 1998 hatte Blick in den Abgrund 7,75 Mio. Zuschauer, was einem Marktanteil von 19,05 % entspricht.
Die zwölf Filme des SFB mit Winfried Glatzeder wurden nicht auf herkömmlichen Filmmaterial aufgezeichnet, sondern mit Hilfe von Betacam-Videokameras, was eine Videoclip-Ästhetik der Filme zur Folge hatte, die vielfach kritisiert wurde. Auch der 1995 vom SFB produzierte Polizeiruf 110: Sieben Tage Freiheit wurde in diesem Format aufgezeichnet und ebenfalls kritisiert.

## Kritik
„Läppische Dialoge und gekünstelte Atmosphäre: Leider nur ein Blick ins Leere. Fazit: Kultivierter Killer in schnöder Geschichte.“